# Parc national Semenic-gorges du Caraș
Le parc national Semenic-gorges du Caraș (en roumain: Parcul Național Semenic-Cheile Carașului) est une aire protégée (parc national de la catégorie II IUCN) située en Roumanie, dans le territoire administratif du comté du județ de Caraș-Severin, dans la région historique du Banat. D'une surface de 366 km², il protège une zone montagneuse avec des crêtes, canyons, vallées et pâturages, et comprend des forêts de hêtres, des reliefs karstiques, des gorges (dont celles de la rivière Caraș) et des grottes. 

## Description
Le parc national Semenic-gorges du Caraș est situé dans les monts Semenic et Anina appartenant aux Carpates occidentales roumaines. Les gorges du Caraș sont l’une des plus longues, des plus sauvages et des plus belles de Roumanie, avec une flore et une faune riches. Elles ont de nombreuses grottes, certaines seulement accessibles depuis l’eau. L’une des plus belles grottes de cette région, avec diverses formations de stalactites et de stalagmites, est la grotte de Comarnic. 
Le parc abrite une grande variété de flore et de faune, certaines espèces endémiques (la fleur pied de chat dioïque, Anntenaria dioica) ou des espèces très rares.
Le parc contient l’une des plus grandes zones de forêts de hêtres vierges d’Europe dans la réserve d’Izvoarele Nerei.

## Galerie

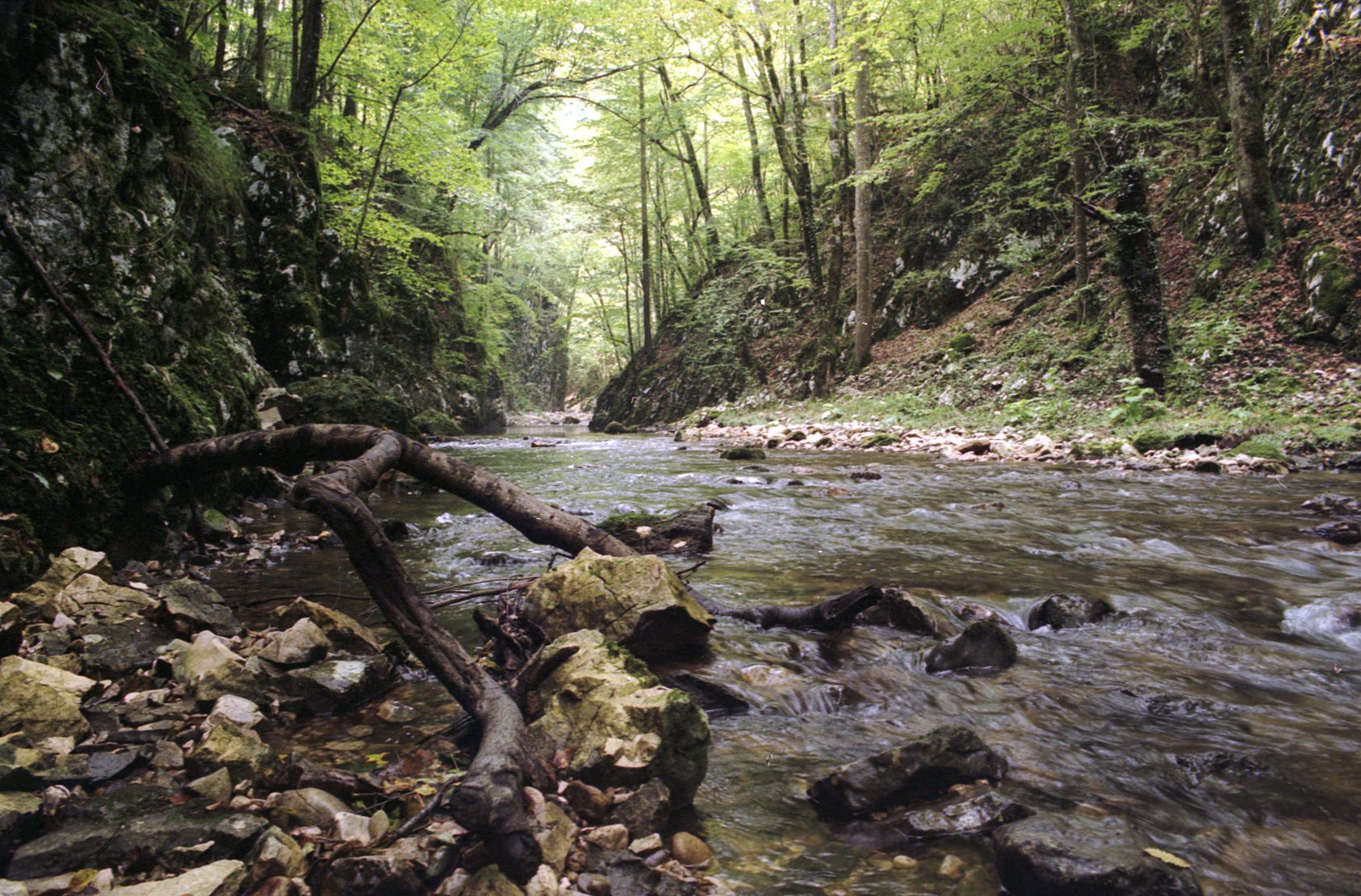
Rivière Caraș
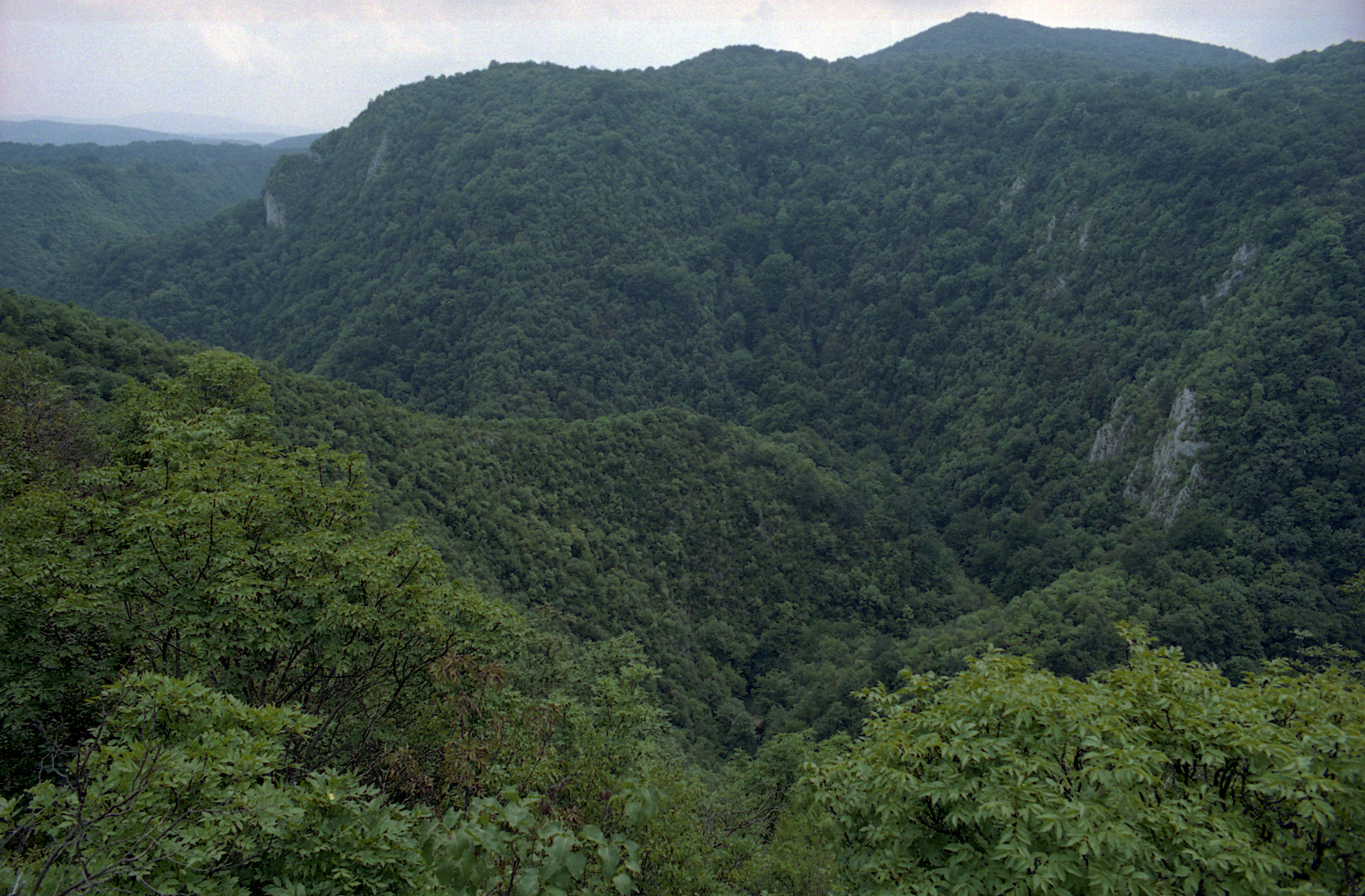
Vallée Caraș
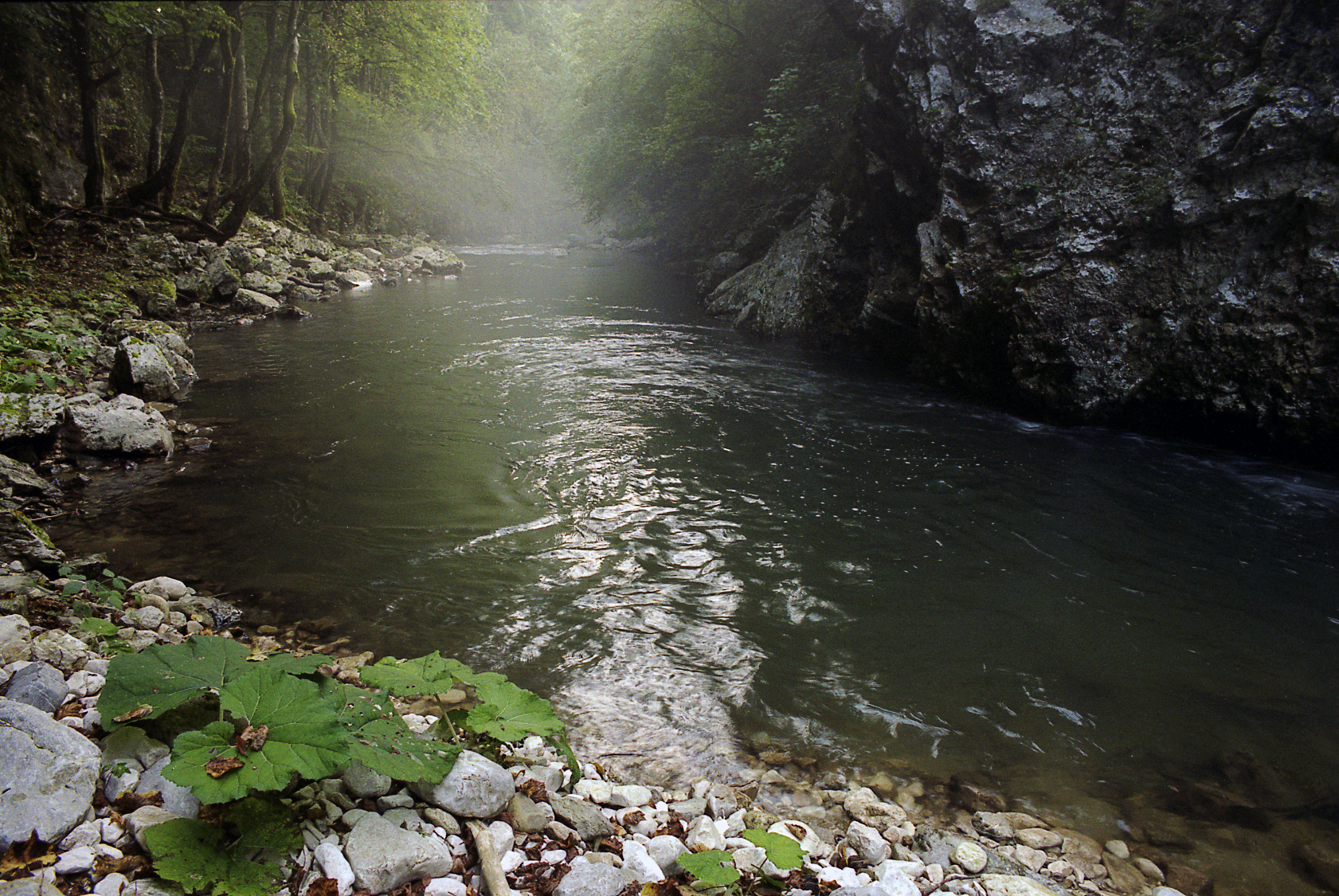
Gorges de la rivière Caraș